# Élisa Beetz-Charpentier
Pour les articles homonymes, voir Beetz et Charpentier (homonymie).
Élisa Beetz-Charpentier, née Élisa Jeanne Henriette Beetz à Schaerbeek le 22 juillet 1859 et morte à Neuilly-sur-Marne le 27 décembre 1949, est une sculptrice, médailleuse et peintre franco-belge. 

## Biographie
Élisa Beetz étudie la sculpture à l'Académie de Bruxelles et est élève du sculpteur Alexandre Charpentier. Il deviendra d'ailleurs son second mari. 
Quand celui-ci divorce de sa première femme, ils entretiendront un temps une liaison et finissent par se marier en 1908,. Le compositeur Claude Debussy et le sculpteur Auguste Rodin seront les témoins de leur mariage,. Elle sera veuve un an plus tard ; Charpentier meurt le 4 mars 1909.
Élisa Beetz-Charpentier a été principalement active en tant qu'artiste de 1905 à 1924. Entre 1910 et 1924, elle expose à Paris au Salon de la Société nationale des beaux-arts, à laquelle elle a adhéré en 1905.  
En 1909, elle remporte le premier prix d'un concours pour une plaque commémorant le centenaire de la société parisienne Pleyel. En tant que portraitiste, elle aime utiliser les enfants comme modèle, mais préfère les danseurs comme thème en tant que sculptrice. Elle se spécialise aussi dans la création de bijoux travaillant principalement pour la Maison de l'Art nouveau de Siegfried Bing,. 
Elle est nommée officier de l'Instruction publique en 1914,.
En 1918, elle réalise le masque funéraire de Claude Debussy. 
Selon les recherches de l'héraldiste polonais Jerzy Michta publiées en 2017, la version des armoiries de la Pologne utilisée depuis 1927, conçue par l'artiste Zygmunt Kamiński, serait un plagiat d'une plaquette de 1924 d'Élisa Beetz-Charpentier réalisée en l'honneur d'Ignacy Paderewski. 